# ケティシュ
ケティシュ（Qetesh、あるいはカデシュ(Qadesh)、ケデシュ(Qedesh)）は、青銅器時代末期にカナンの宗教から古代エジプトの新王国に入った女神である。彼女は神聖な狂喜と性的快楽を象徴する豊饒の女神であり、人気の神となった。
この名前の呼ばれるエジプト人の発音は*Qātiša,、セム語派からルートQ-D-Š、「神聖な」という意味である。彼女が崇拝されたのは、現在のシリアにある都市カデシュだった。

## 象徴

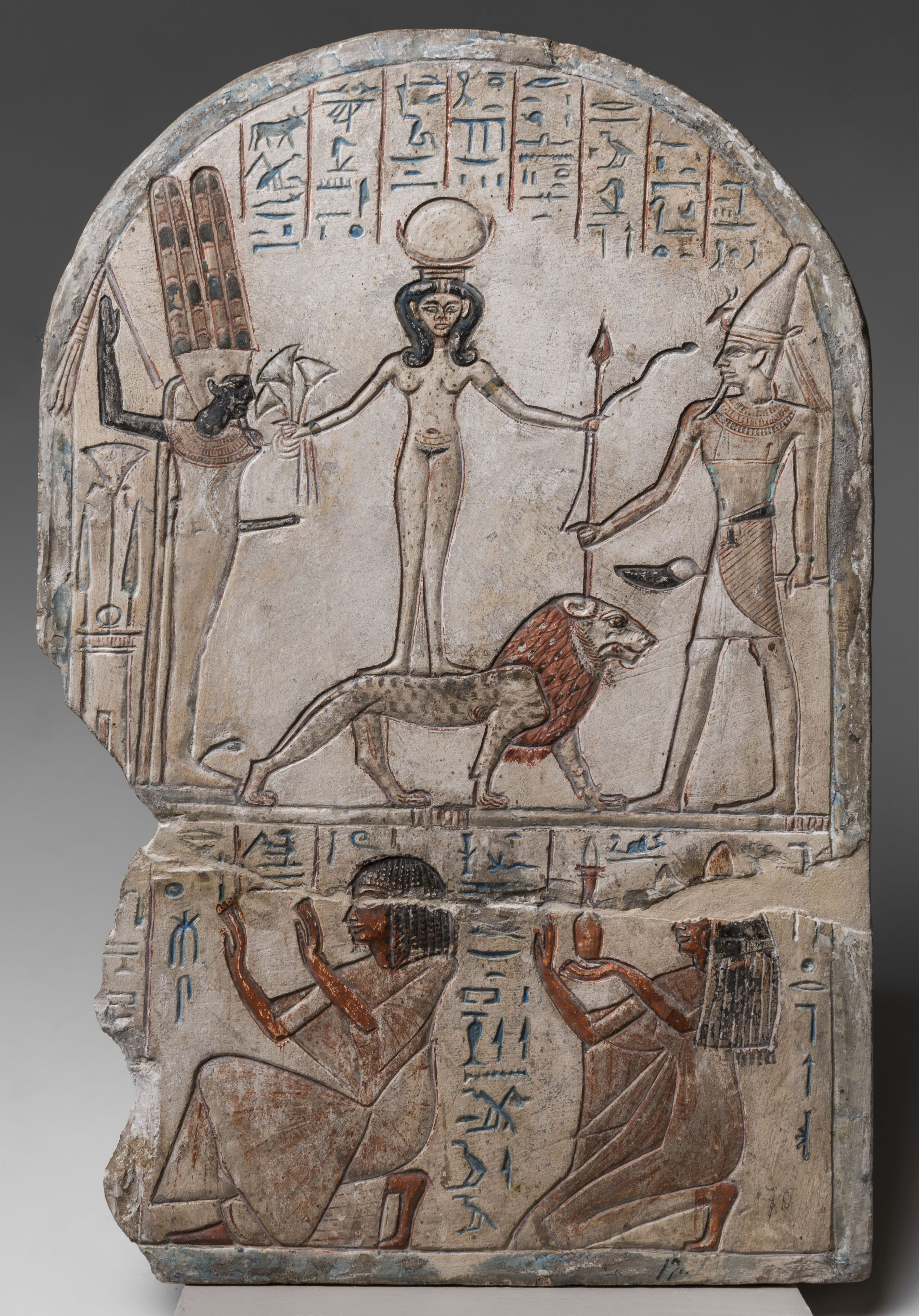
ケティシュ / カデシュの石碑、エジプト第19王朝 (紀元前1292-1186)、エジプト博物館。

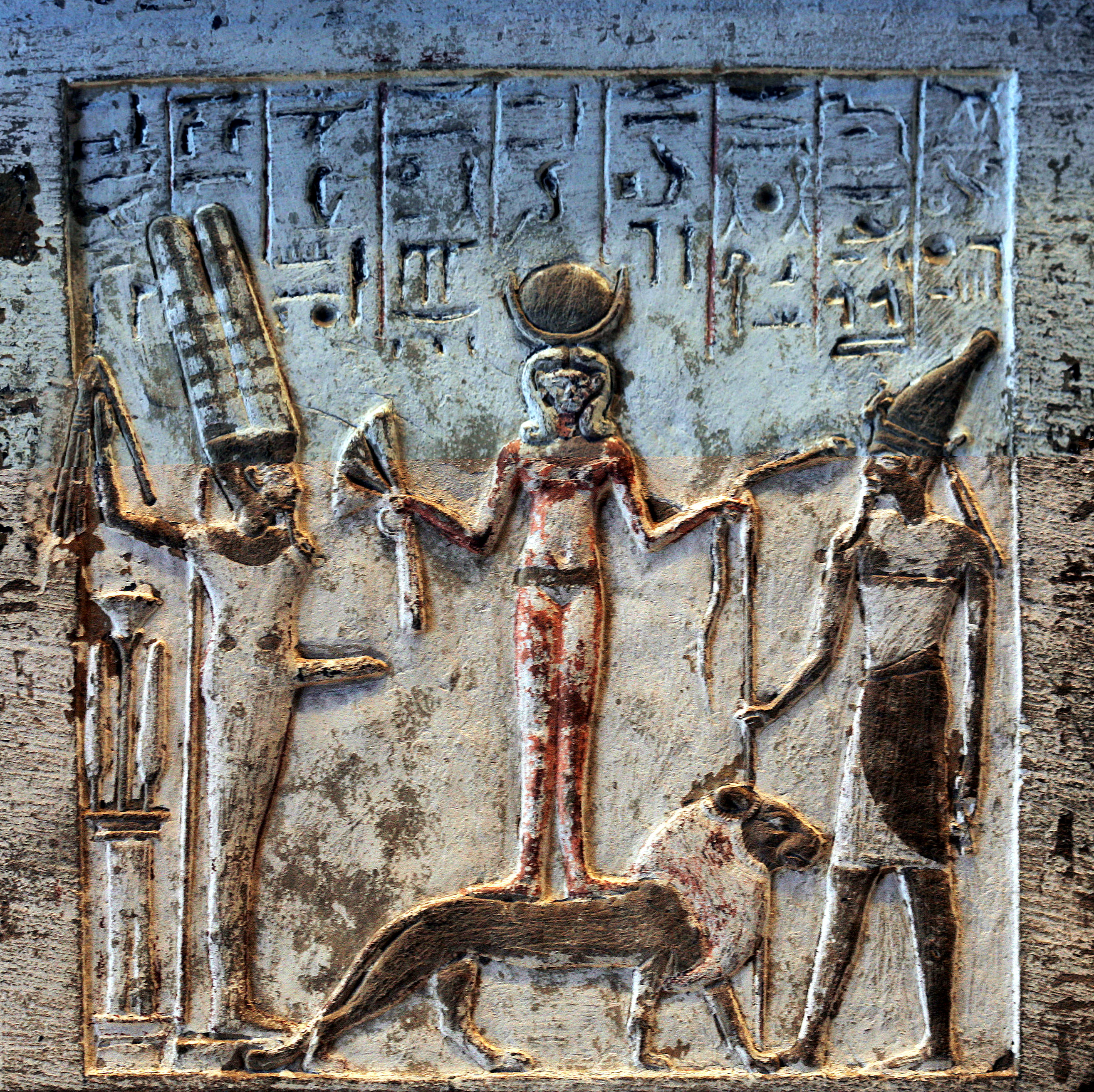
ケティシュはハトホルの頭飾りをつけてライオンの上に立っており、手には蓮華と蛇を持ち、ミンは左側に、ラシャプは右側にいる。ルーヴル美術館。

神を表す石碑では、ケティシュはエジプトの神ミンとカナンの軍神ラシャプの間のライオンの背にヌードで立っているように描かれている。彼女は左手に蛇を、もう右手には蓮華の花束を創造のシンボルとして持っている。ハトホルとの関連は、画像にも見ることができる。
ケティシュはアナト、アスタルト、アーシラトと関係がある。彼女はまた、ミケーネの女神、クレタ島のミノア文明の女神、ロータルとディルムンの間の錫、銅、青銅の金属貿易の幾つかのカッシートに関連する要素を持っていた。
他のバージョンのケティシュ石碑では、彼女とミンとラシャプの記録は、戦争の女神アナトに贈り物が与えられたことを示す別の記録に置かれ、ミンとラシャプの土地に属している。

## 三女神が一体になる
ケティシュ・アスタルト・アナトは単一の女神の代表であり、三人の女神の組合：ケティシュ（アーシラト、アシェラ）、アスタルトとアナト。これはカナン人とエジプト人の間で、一つの融合の過程を通じて、別の神々を単一の実体として融合させる一般的な方法である。
ウィンチェスター・カレッジが所有していた「三女神の石」には「ケティシュ・アスタルト・アナト」と刻まれている。彼女たちを一つの女神に統合し、ケティシュがアーシラトの代わりに三女神の一柱となることを示している。ケティシュはアーシラトの異名として使われており、カナン人の偉大なる母なる女神である。

## 形容語句
この女神のために使われた称号の中で、ケティシュは「神々の女主人」、「天上の星々の貴婦人」、「プタハの寵児」、「偉大なる魔法、星々の女主人」、そして「ラーの目、彼女の敵はいない」と呼ばれた。